# 1985 en jeu
Chronologie du jeu
- 1981
- 1982
- 1983
- 1984
- 1985
- 1986
- 1987
- 1988
- 1989

Cet article présente les faits marquants de l'année 1985 concernant le jeu.

## Évènements

### Compétitions
- 15 février : à Moscou, le championnat du monde d’échecs opposant Anatoli Karpov et Garry Kasparov est interrompu pour des raisons peu claires officiellement pour préserver la santé des joueurs, Anatoli Karpov conserve son statut de champion du monde mais Garry Kasparov obtient de rejouer un nouveau match rapidement qui commencera le 3 septembre.
- 31 mars : le Français Bruno de Scoraille remporte le 1er Championnat de France de Diplomatie au CNIT de La Défense devant ses compatriotes Bruno-André Giraudon et Francis-Henri Prévost[1].
- 2 novembre : le Japonais Masaki Takizawa remporte le IXe championnat du monde d’Othello à Athènes.
- 9 novembre : à Moscou, le Soviétique Garry Kasparov remporte le championnat du monde d’échecs face à son compatriote Anatoli Karpov et devient ainsi champion de monde pour la première fois.

## Sorties
- DC Heroes, Laird Brownlee et coll., Mayfair Games
- Hawkmoon, Kerie Campbell-Robson, Chaosium
- Rêve de Dragon, Denis Gerfaud, NEF
- Spacemaster, Kevin Barrett, ICE